# Кабирова, Лютфия Рашиджановна
Лютфия Рашиджановна Кабирова (тадж. Лутфӣ Кабирова; 1932—2013) — таджикская, советская оперная певица (сопрано). Народная артистка СССР (1977).

## Биография
Родилась 7 октября 1932 года (по другим источникам — 7 ноября и 7 декабря) в Самарканде (ныне в Узбекистане).
В 1949 году окончила Сталинабадское музыкальное училище, в 1954 — Московскую консерваторию по классу пения у Д. Б. Белявской.
С 1954 года — солистка Таджикского театра оперы и балета имени С. Айни (Сталинабад, ныне Душанбе). Исполняла сложные партии в классических русских-советских и западных операх.
Выступала в классических и советских опереттах. В концертных программах исполняла арии из опер таджикских, русских и зарубежных композиторов, песни таджикских композиторов.
Гастролировала за рубежом: Польша, Иран, Египет, Германия, Бельгия, Дания, Австрия, Турция.
Скончалась 19 мая (по другим источникам — 4 июля) 2013 года в Душанбе. Похоронена на кладбище «Лучоб».

## Награды и звания
- Заслуженная артистка Таджикской ССР (1957)[3]
- Народная артистка Таджикской ССР (1967)
- Народная артистка СССР (1977)
- Орден Трудового Красного Знамени (1957)[4]
- Медали
- Грамоты Президиума Верховного Совета Таджикской ССР.

## Творчество

### Партии в операх
- 1954 — «Бахтиор и Ниссо» С. А. Баласаняна — Ниссо
- 1957 — «Пулад и Гульру» Ш. С. Сайфиддинова — Гулру[5]
- 1961 — «Знатный жених» С. Ю. Урбаха — Сурма
- 1967 — «Возвращение» Я. Р. Сабзанова — Малохат
- «Пиковая дама» П. И. Чайковского — Лиза
- «Мазепа» П. И. Чайковского — Мария
- «Евгений Онегин» П. И. Чайковского — Татьяна
- «Аида» Дж. Верди — Аида
- «Отелло» Дж. Верди — Дездемона
- «Мадам Баттерфляй» Дж. Пуччини — Чио-Чио-сан
- «Укрощение строптивой» В. Я. Шебалина — Катарина
- «Тихий Дон» И. И. Дзержинского — Наташа
- «Порги и Бесс» Дж. Гершвина — Бесс.

### Партии в опереттах
- «Сильва» И. Кальмана — Сильва
- «Поцелуй Чаниты» Ю. С. Милютина — Чана[6].